# Elkmont
Elkmont é uma cidade  localizada no estado americano do Alabama, no Condado de Limestone.

## Demografia
Segundo o censo americano de 2000, a sua população era de 470 habitantes.
Em 2006, foi estimada uma população de 504, um aumento de 34 (7.2%).

## Geografia
De acordo com o United States Census Bureau, a localidade tem uma área de 4,2 km², sem área coberta por água. Elkmont localiza-se a aproximadamente 234 m acima do nível do mar.

## Localidades na vizinhança
O diagrama seguinte representa as localidades num raio de 24 km ao redor de Elkmont.